# 9K112 Kobra

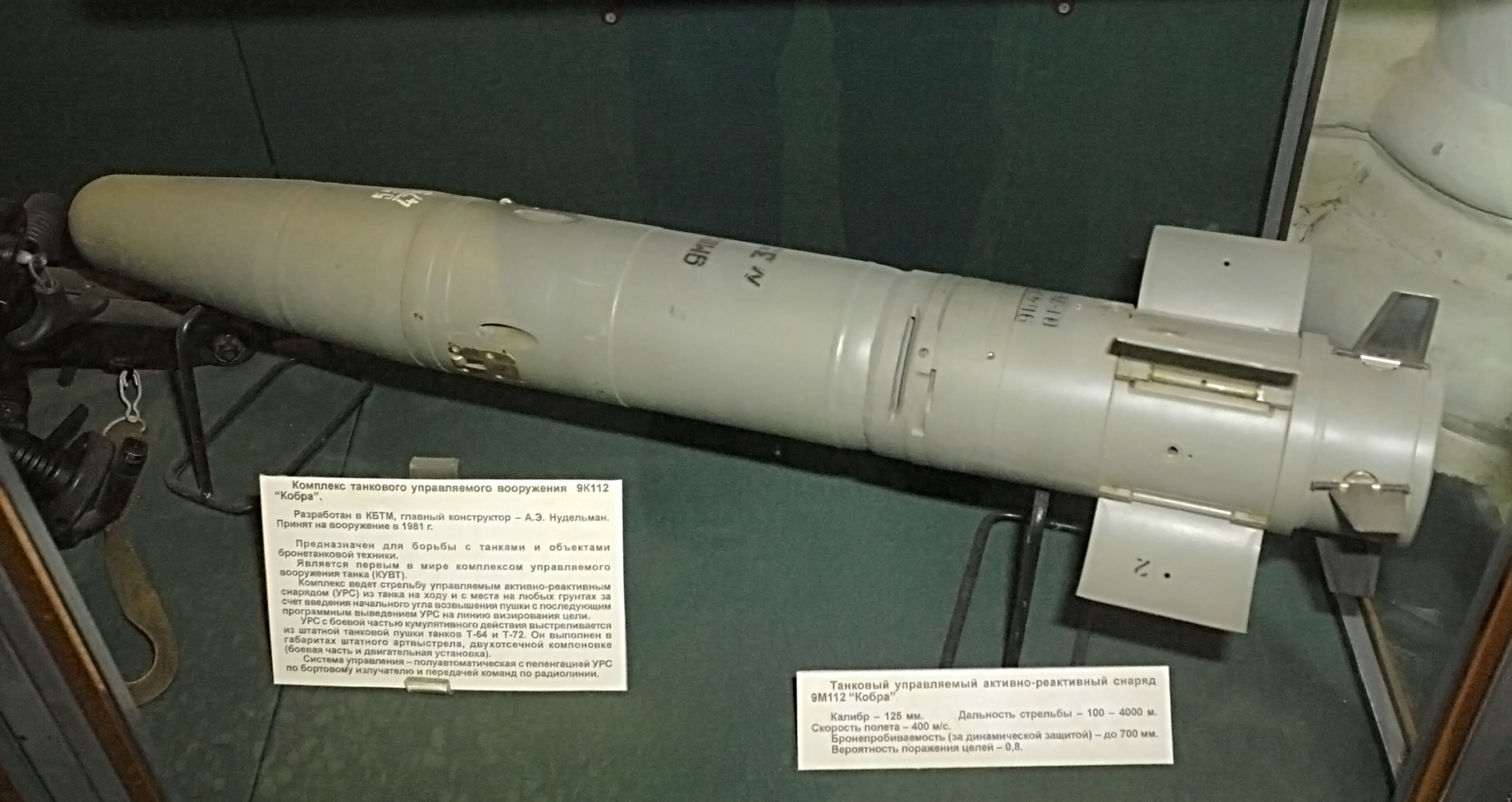
9M112 Kobra

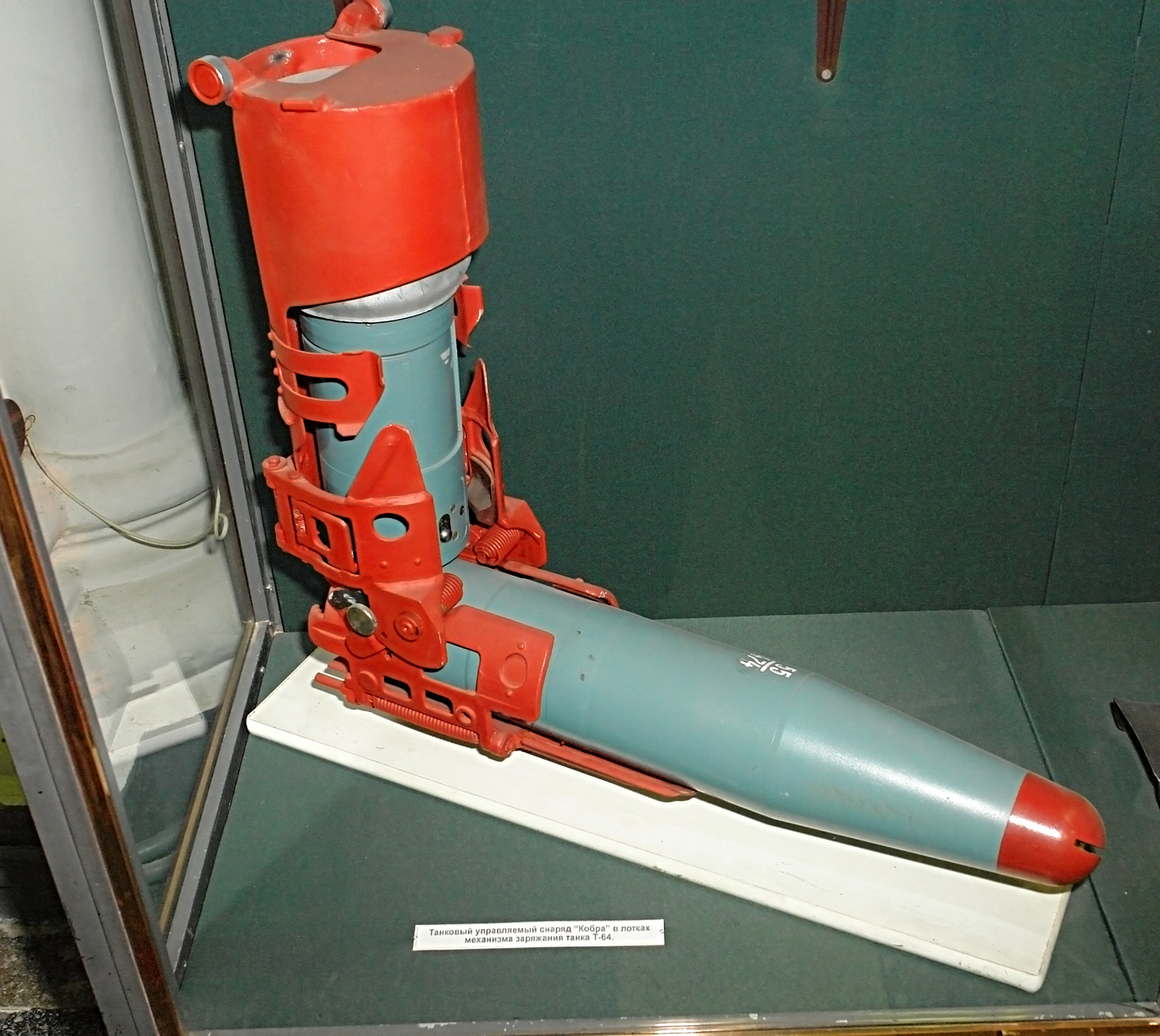
Sposób umieszczenia ppk 9M112 w automacie ładującym. poziomo znajduje się ppk, pionowo ładunek miotający

9K112 Kobra – radziecki system przeciwpancerny składający się z aparatury kierującej i wystrzeliwanego z armaty czołgowej kalibru 125 mm przeciwpancernego pocisku kierowanego 9M112 Kobra (kod NATO AT-8 Songster). Pierwszy radziecki ppk wystrzeliwany z armaty czołgowej. W Polsce produkowany przez Zakłady Mechaniki Precyzyjnej Błonie.
9K112 został przyjęty do uzbrojenia około 1981 roku wraz z wyposażonymi w niego czołgami T-64B i T-80B. Oba typy czołgów mają w jednostce ognia po cztery ppk 9M112. Ppk 9M112 ma pojedynczy ładunek kumulacyjny. Jest naprowadzany półautomatycznie, radiokomendowo (SACLOS). Sygnały sterujące mają częstotliwość 33–35 GHz. W tylnej części pocisku znajduje się lampa ksenonowa emitująca promieniowanie podczerwone. Po strzale działonowy utrzymuje siatkę celowniczą na celu, a promieniowanie lampy jest obserwowane przez aparaturę zamocowaną na czołgu. Goniometr mierzy kąt pomiędzy linią celowania i ppk, a na podstawie tego pomiaru obliczane są komendy sterujące wysyłane następnie drogą radiową do pocisku. Wadą tego systemu jest podatność na zakłócenia radiowe, oraz wzajemne zakłócanie się sygnałów z czołgów znajdujących się w niewielkiej odległości od siebie i wystrzeliwujących pociski w tym samym kierunku. Prawdopodobieństwo trafienia ppk 9M112 jest oceniane na 80%.

## Dane taktyczno-techniczne
- kaliber: 125 mm
- masa: 37,2 kg (ppk) + 4,5 kg (ładunek miotający)
- długość 912 mm
- zasięg: 100–4000 m
- prędkość średnia: 400 m/s
- przebijalność: 600–700 mm